# 2015-ös bolzanói műugró-Grand Prix-verseny
A Nemzetközi Úszószövetség (FINA) 2015-ben a 21. alkalommal rendezte meg július 3. és július 5. között a műugró-Grand Prix-versenysorozatot, melynek hatodik állomása az olaszországi Bolzano volt.

## Eredmények

### Éremtáblázat
| #        | nemzet      | arany | ezüst | bronz | összesen |
| 1        | Kína        | 7     | 1     | 1     | 9        |
| 2        | Mexikó      | 1     | 2     | 0     | 3        |
| 3        | Japán       | 1     | 0     | 2     | 3        |
| 4        | Kanada      | 1     | 0     | 0     | 1        |
| 5        | Olaszország | 0     | 5     | 2     | 7        |
| 6        | Svédország  | 0     | 1     | 1     | 2        |
| 7        | Románia     | 0     | 1     | 0     | 1        |
| 8        | Kolumbia    | 0     | 0     | 1     | 1        |
| 8        | Oroszország | 0     | 0     | 1     | 1        |
| 8        | Svájc       | 0     | 0     | 1     | 1        |
| összesen | összesen    | 10    | 10    | 9     | 29       |

### Éremszerzők
| versenyszám          | arany                                                     | ezüst                               | bronz                                   |
| férfiak              |                                                           |                                     |                                         |
| 3 m                  | Csung Vej (Zhong Wei)                                     | Michele Benedetti                   | Teraucsi Ken                            |
| 3 m szinkron         | Tiao Cse-kuang (Diao Zhiguang) / Csung Vej (Zhong Wei)    | Andrea Chiarabini / Giovanni Tocci  | Michele Benedetti / Tommaso Rinaldi     |
| 10 m                 | Okamoto Jú                                                | Jesper Tolvers                      | Huang Ce-kan (Huang Zigan)              |
| 10 m szinkron        | Huang Ce-kan (Huang Zigan) / Cao Li-cse (Cao Lizhi)       | Diego Balleza / Juan Celaya         | Makszim Popkov / Borisz Jefremov        |
| nők                  |                                                           |                                     |                                         |
| 3 m                  | Liu Ling-zsuj (Liu Lingrui)                               | Hszü Cse-huan (Xu Zhihuan)          | Francesca Dallapé                       |
| 3 m szinkron         | Hszü Cse-huan (Xu Zhihuan) / Csia Tung-csin (Jia Dongjin) | Tania Cagnotto / Francesca Dallapé  | Vivian Barth / Madeline Coquoz          |
| 10 m                 | Ting Ja-jing (Ding Yaying)                                | Bátki Noémi                         | Itahasi Minami                          |
| 10 m szinkron        | Csi Sze-jü (Ji Siyu) / Ting Ja-jing (Ding Yaying)         | Gabriela Agundez / Samantha Jiménez | nem adták ki                            |
| vegyes csapatverseny |                                                           |                                     |                                         |
| 3 m szinkron         | Melissa Citrini-Beaulieu / Marc Sabourin-Germain          | Tania Cagnotto / Maicol Verzotto    | Daniella Nero / Inko Paradzik           |
| 10 m szinkron        | Paola Pineda Vazquez / Diego Balleza                      | Mara Aiacoboae / Cătălin Cozma      | Sara Perez Beltran / Erick Caicedo Ruiz |

## A versenyen részt vevő nemzetek
A Grand Prix-n 17 nemzet 76 sportolója – 41 férfi és 35 nő – vett részt, az alábbi megbontásban:
| Részt vevő nemzetek férfi / nő megbontásban | Részt vevő nemzetek férfi / nő megbontásban | Részt vevő nemzetek férfi / nő megbontásban | Részt vevő nemzetek férfi / nő megbontásban | Részt vevő nemzetek férfi / nő megbontásban | Részt vevő nemzetek férfi / nő megbontásban | Részt vevő nemzetek férfi / nő megbontásban | Részt vevő nemzetek férfi / nő megbontásban | Részt vevő nemzetek férfi / nő megbontásban |
| ------------------------------------------- | ------------------------------------------- | ------------------------------------------- | ------------------------------------------- | ------------------------------------------- | ------------------------------------------- | ------------------------------------------- | ------------------------------------------- | ------------------------------------------- |
| nemzet                                      | F                                           | N                                           | nemzet                                      | F                                           | N                                           | nemzet                                      | F                                           | N                                           |
| Ausztria                                    | 2                                           | 0                                           | Kanada                                      | 2                                           | 4                                           | Olaszország                                 | 6                                           | 5                                           |
| Egyesült Királyság                          | 2                                           | 2                                           | Kína                                        | 5                                           | 6                                           | Oroszország                                 | 5                                           | 2                                           |
| Fehéroroszország                            | 1                                           | 1                                           | Kolumbia                                    | 2                                           | 1                                           | Románia                                     | 1                                           | 1                                           |
| Grúzia                                      | 1                                           | 0                                           | Mexikó                                      | 4                                           | 4                                           | Svájc                                       | 2                                           | 2                                           |
| Hollandia                                   | 0                                           | 1                                           | Németország                                 | 0                                           | 1                                           | Svédország                                  | 2                                           | 2                                           |
| Japán                                       | 3                                           | 3                                           | Norvégia                                    | 3                                           | 0                                           |                                             |                                             |                                             |

F = férfi, N = nő

## Versenyszámok

### Férfiak

#### 3 méteres műugrás
| #  | Ország             | Név                            | Selejtező | Selejtező | Középdöntő | Középdöntő | Középdöntő | Középdöntő | Döntő   | Döntő  |
| #  | Ország             | Név                            | Selejtező | Selejtező | A          | A          | B          | B          | Döntő   | Döntő  |
| #  | Ország             | Név                            | Rangsor   | Pontok    | Rangsor    | Pontok     | Rangsor    | Pontok     | Rangsor | Pontok |
| -- | ------------------ | ------------------------------ | --------- | --------- | ---------- | ---------- | ---------- | ---------- | ------- | ------ |
|    | Kína               | Csung Vej (Zhong Wei)          | 8         | 360,90    | 1          | 429,45     |            |            | 1       | 425,70 |
|    | Olaszország        | Michele Benedetti              | 5         | 370,45    |            |            | 2          | 380,50     | 2       | 424,95 |
|    | Japán              | Teraucsi Ken                   | 2         | 399,55    | 2          | 422,20     |            |            | 3       | 417,10 |
| 4  | Egyesült Királyság | James Heatly                   | 7         | 365,30    |            |            | 3          | 380,45     | 4       | 411,65 |
| 5  | Kína               | Tiao Cse-kuang (Diao Zhiguang) | 1         | 420,20    |            |            | 1          | 402,80     | 5       | 385,80 |
| 6  | Egyesült Királyság | Daniel Goodfellow              | 4         | 374,30    | 3          | 378,45     |            |            | 6       | 370,00 |
|    |                    |                                |           |           |            |            |            |            |         |        |
| 7  | Oroszország        | Ilja Molcsanov                 | 12        | 349,20    | 4          | 369,35     |            |            |         |        |
| 8  | Kolumbia           | Miguel Reyes Abadia            | 9         | 360,10    |            |            | 4          | 355,75     |         |        |
| 9  | Olaszország        | Giovanni Tocci                 | 10        | 358,05    | 5          | 341,85     |            |            |         |        |
| 10 | Kanada             | Marc Sabourin-Germain          | 3         | 377,90    |            |            | 5          | 322,45     |         |        |
| 11 | Oroszország        | Alekszandr Belevcev            | 6         | 367,20    | 6          | 313,70     |            |            |         |        |
| 12 | Norvégia           | Espen Valheim                  | 11        | 350,85    |            |            | 6          | 309,60     |         |        |
|    |                    |                                |           |           |            |            |            |            |         |        |
| 13 | Olaszország        | Andrea Chiarabini              | 13        | 350,90    |            |            |            |            |         |        |
| 14 | Olaszország        | Tommaso Rinaldi                | 14        | 350,30    |            |            |            |            |         |        |
| 15 | Mexikó             | Diego García                   | 15        | 345,65    |            |            |            |            |         |        |
| 16 | Ausztria           | Constantin Blaha               | 16        | 340,55    |            |            |            |            |         |        |
| 17 | Fehéroroszország   | Yuri Naurozau                  | 17        | 339,00    |            |            |            |            |         |        |
| 18 | Svédország         | Jesper Tolvers                 | 18        | 335,60    |            |            |            |            |         |        |
| 19 | Mexikó             | Juan Celaya                    | 19        | 329,50    |            |            |            |            |         |        |
| 20 | Svédország         | Inko Paradzik                  | 20        | 327,00    |            |            |            |            |         |        |
| 21 | Svájc              | Simon Rieckhoff                | 21        | 318,65    |            |            |            |            |         |        |
| 22 | Norvégia           | Espen Bergslien                | 22        | 316,05    |            |            |            |            |         |        |
| 23 | Svájc              | Jonathan Suckow                | 23        | 311,80    |            |            |            |            |         |        |
| 24 | Kanada             | Ethan Pitman                   | 24        | 305,00    |            |            |            |            |         |        |
| 25 | Ausztria           | Fabian Brandl                  | 25        | 294,80    |            |            |            |            |         |        |
| 26 | Grúzia             | Aleksandre Gujabidze           | 26        | 214,75    |            |            |            |            |         |        |

#### 3 méteres szinkronugrás
| # | Ország      | Név                                                    | Pontok |
| - | ----------- | ------------------------------------------------------ | ------ |
|   | Kína        | Tiao Cse-kuang (Diao Zhiguang) / Csung Vej (Zhong Wei) | 411,60 |
|   | Olaszország | Andrea Chiarabini / Giovanni Tocci                     | 395,97 |
|   | Olaszország | Michele Benedetti / Tommaso Rinaldi                    | 376,65 |
| 4 | Mexikó      | Juan Celaya / Diego García                             | 357,99 |
| 5 | Ausztria    | Constantin Blaha / Fabian Brandl                       | 357,39 |
| 6 | Svájc       | Simon Rieckhoff / Jonathan Suckow                      | 324,99 |

#### 10 méteres toronyugrás
| #  | Ország      | Név                        | Selejtező | Selejtező | Középdöntő | Középdöntő | Középdöntő | Középdöntő | Döntő   | Döntő  |
| #  | Ország      | Név                        | Selejtező | Selejtező | A          | A          | B          | B          | Döntő   | Döntő  |
| #  | Ország      | Név                        | Rangsor   | Pontok    | Rangsor    | Pontok     | Rangsor    | Pontok     | Rangsor | Pontok |
| -- | ----------- | -------------------------- | --------- | --------- | ---------- | ---------- | ---------- | ---------- | ------- | ------ |
|    | Japán       | Okamoto Jú                 | 3         | 425,30    |            |            | 1          | 439,70     | 1       | 447,90 |
|    | Svédország  | Jesper Tolvers             | 5         | 409,30    |            |            | 3          | 379,95     | 2       | 444,90 |
|    | Kína        | Huang Ce-kan (Huang Zigan) | 2         | 426,05    | 1          | 444,25     |            |            | 3       | 437,75 |
| 4  | Kína        | Huang Po-ven (Huang Bowen) | 1         | 444,45    |            |            | 2          | 396,75     | 4       | 408,85 |
| 5  | Norvégia    | Espen Valheim              | 8         | 347,55    | 2          | 378,70     |            |            | 5       | 378,30 |
| 6  | Japán       | Takuma Agita               | 4         | 409,40    | 4          | 341,30     |            |            | 6       | 325,50 |
|    |             |                            |           |           |            |            |            |            |         |        |
| 7  | Mexikó      | Diego Balleza              | 6         | 394,45    | 3          | 369,35     |            |            |         |        |
| 8  | Olaszország | Francesco Dell’Uomo        | 7         | 371,85    |            |            | 4          | 364,15     |         |        |
| 9  | Oroszország | Makszim Popkov             | 9         | 337,75    |            |            | 5          | 336,70     |         |        |
| 10 | Kanada      | Ethan Pitman               | 12        | 288,70    | 5          | 311,90     |            |            |         |        |
| 11 | Kolumbia    | Erick Caicedo Ruiz         | 11        | 316,05    |            |            | 6          | 286,20     |         |        |
| 12 | Románia     | Cătălin Constantin Cozma   | 10        | 325,55    | 6          | 282,25     |            |            |         |        |
|    |             |                            |           |           |            |            |            |            |         |        |
| 13 | Mexikó      | Andrés Villarreal          | 13        | 287,60    |            |            |            |            |         |        |
| 14 | Oroszország | Borisz Jefremov            | 14        | 285,60    |            |            |            |            |         |        |

#### 10 méteres szinkronugrás
| # | Ország      | Név                                                 | Pontok |
| - | ----------- | --------------------------------------------------- | ------ |
|   | Kína        | Huang Ce-kan (Huang Zigan) / Cao Li-cse (Cao Lizhi) | 418,08 |
|   | Mexikó      | Diego Balleza / Juan Celaya                         | 366,90 |
|   | Oroszország | Makszim Popkov / Borisz Jefremov                    | 350,31 |
| 4 | Norvégia    | Espen Valheim / Filip Julius Devor                  | 333,42 |

### Nők

#### 3 méteres műugrás
| #  | Ország             | Név                         | Selejtező | Selejtező | Középdöntő | Középdöntő | Középdöntő | Középdöntő | Döntő   | Döntő  |
| #  | Ország             | Név                         | Selejtező | Selejtező | A          | A          | B          | B          | Döntő   | Döntő  |
| #  | Ország             | Név                         | Rangsor   | Pontok    | Rangsor    | Pontok     | Rangsor    | Pontok     | Rangsor | Pontok |
| -- | ------------------ | --------------------------- | --------- | --------- | ---------- | ---------- | ---------- | ---------- | ------- | ------ |
|    | Kína               | Liu Ling-zsuj (Liu Lingrui) | 4         | 293,15    | 1          | 320,25     |            |            | 1       | 317,40 |
|    | Kína               | Hszü Cse-huan (Xu Zhihuan)  | 3         | 294,20    |            |            | 2          | 309,45     | 2       | 309,45 |
|    | Olaszország        | Francesca Dallapé           | 2         | 302,30    | 2          | 317,25     |            |            | 3       | 298,75 |
| 4  | Egyesült Királyság | Grace Reid                  | 7         | 239,40    |            |            | 3          | 277,95     | 4       | 290,60 |
| 5  | Olaszország        | Tania Cagnotto              | 1         | 333,65    |            |            | 1          | 316,90     | 5       | 278,65 |
| 6  | Japán              | Itahasi Minami              | 6         | 242,60    | 3          | 314,25     |            |            | 6       | 263,75 |
|    |                    |                             |           |           |            |            |            |            |         |        |
| 7  | Mexikó             | Melany Hernández Torres     | 10        | 235,95    | 4          | 286,95     |            |            |         |        |
| 8  | Svédország         | Daniella Nero               | 9         | 236,75    |            |            | 4          | 271,60     |         |        |
| 9  | Japán              | Sibuszava Szajaka           | 5         | 245,75    |            |            | 5          | 270,30     |         |        |
| 10 | Kanada             | Melissa Citrini-Beaulieu    | 8         | 238,85    | 5          | 265,05     |            |            |         |        |
| 11 | Németország        | Jana-Lisa Rother            | 12        | 224,05    | 6          | 219,40     |            |            |         |        |
| 12 | Kanada             | Caeli McKay                 | 11        | 230,00    |            |            | 6          | 209,75     |         |        |
|    |                    |                             |           |           |            |            |            |            |         |        |
| 13 | Olaszország        | Maria Marconi               | 13        | 284,85    |            |            |            |            |         |        |
| 14 | Olaszország        | Elena Bertocchi             | 14        | 272,60    |            |            |            |            |         |        |
| 15 | Svájc              | Madeline Coquoz             | 15        | 214,90    |            |            |            |            |         |        |
| 16 | Mexikó             | Paola Pineda Vazquez        | 16        | 205,45    |            |            |            |            |         |        |
| 17 | Hollandia          | Daphne Wils                 | 17        | 197,80    |            |            |            |            |         |        |
| 18 | Oroszország        | Uljana Potapjeva            | 18        | 184,95    |            |            |            |            |         |        |
| 19 | Svájc              | Vivian Barth                | 19        | 184,35    |            |            |            |            |         |        |

#### 3 méteres szinkronugrás
| # | Ország      | Név                                                       | Pontok |
| - | ----------- | --------------------------------------------------------- | ------ |
|   | Kína        | Hszü Cse-huan (Xu Zhihuan) / Csia Tung-csin (Jia Dongjin) | 307,20 |
|   | Olaszország | Tania Cagnotto / Francesca Dallapé                        | 277,11 |
|   | Svájc       | Vivian Barth / Madeline Coquoz                            | 243,21 |
| 4 | Mexikó      | Samantha Jiménez / Gabriela Agundez                       | 216,78 |

#### 10 méteres toronyugrás
| #  | Ország             | Név                         | Selejtező | Selejtező | Középdöntő | Középdöntő | Középdöntő | Középdöntő | Döntő   | Döntő  |
| #  | Ország             | Név                         | Selejtező | Selejtező | A          | A          | B          | B          | Döntő   | Döntő  |
| #  | Ország             | Név                         | Rangsor   | Pontok    | Rangsor    | Pontok     | Rangsor    | Pontok     | Rangsor | Pontok |
| -- | ------------------ | --------------------------- | --------- | --------- | ---------- | ---------- | ---------- | ---------- | ------- | ------ |
|    | Kína               | Ting Ja-jing (Ding Yaying)  | 1         | 308,95    |            |            | 1          | 360,30     | 1       | 327,15 |
|    | Olaszország        | Bátki Noémi                 | 3         | 285,10    |            |            | 2          | 311,50     | 2       | 315,70 |
|    | Japán              | Itahasi Minami              | 12        | 228,10    | 1          | 342,00     |            |            | 3       | 297,35 |
| 4  | Japán              | Szaszaki Nana               | 2         | 298,60    | 2          | 316,90     |            |            | 4       | 295,30 |
| 5  | Svédország         | Isabelle Svantesson         | 10        | 239,65    | 3          | 256,60     |            |            | 5       | 259,55 |
| 6  | Kína               | Szo Mi-ja (Suo Miya)        | 7         | 253,95    |            |            | 3          | 308,05     | 6       | 248,45 |
|    |                    |                             |           |           |            |            |            |            |         |        |
| 7  | Kanada             | Eloise Belanger             | 9         | 241,85    |            |            | 4          | 274,95     |         |        |
| 8  | Mexikó             | Gabriela Agundez            | 7         | 253,95    | 4          | 232,35     |            |            |         |        |
| 9  | Egyesült Királyság | Gemma McArthur              | 6         | 260,20    | 5          | 224,50     |            |            |         |        |
| 10 | Románia            | Mara Elena Aiacoboae        | 4         | 275,15    | 6          | 224,20     |            |            |         |        |
| 11 | Kanada             | Olivia Chamandy             | 11        | 232,45    |            |            | 5          | 212,45     |         |        |
| 12 | Kolumbia           | Sara Carolina Perez Beltran | 5         | 272,65    |            |            | 6          | 179,75     |         |        |
|    |                    |                             |           |           |            |            |            |            |         |        |
| 13 | Fehéroroszország   | Krystsina Sheshka           | 13        | 226,70    |            |            |            |            |         |        |
| 14 | Oroszország        | Julija Tyihomirova          | 14        | 212,20    |            |            |            |            |         |        |

#### 10 méteres szinkronugrás
| # | Ország | Név                                               | Pontok |
| - | ------ | ------------------------------------------------- | ------ |
|   | Kína   | Csi Sze-jü (Ji Siyu) / Ting Ja-jing (Ding Yaying) | 331,02 |
|   | Mexikó | Gabriela Agundez / Samantha Jiménez               | 300,78 |

### Vegyes csapatverseny

#### Vegyes 3 méteres szinkronugrás
| # | Ország      | Név                                              | Pontok |
| - | ----------- | ------------------------------------------------ | ------ |
|   | Kanada      | Melissa Citrini-Beaulieu / Marc Sabourin-Germain | 289,26 |
|   | Olaszország | Tania Cagnotto / Maicol Verzotto                 | 276,30 |
|   | Svédország  | Daniella Nero / Inko Paradzik                    | 261,00 |
| 4 | Oroszország | Uljana Potapjeva / Nyikita Slejher               | 251,31 |
| 5 | Svájc       | Vivian Barth / Jonathan Suckow                   | 247,77 |
| 6 | Mexikó      | Melanie Hernández / Juan Celaya                  | 212,10 |

#### Vegyes 10 méteres szinkronugrás
| # | Ország   | Név                                              | Pontok |
| - | -------- | ------------------------------------------------ | ------ |
|   | Mexikó   | Paola Pineda Vazquez / Diego Balleza             | 304,86 |
|   | Románia  | Mara Elena Aiacoboae / Cătălin Constantin Cozma  | 289,62 |
|   | Kolumbia | Sara Carolina Perez Beltran / Erick Caicedo Ruiz | 289,26 |
| 4 | Japán    | Itahasi Minami / Okamoto Jú                      | 284,04 |